# Джерман (село)
Вижте пояснителната страница за други значения на Джерман.
Джерман е село в Западна България. То се намира в община Дупница, област Кюстендил. Населението на селото към края на 2014 г. е 1356 души.

## География
Село Джерман се намира в планински район на 2 km от Дупница по пътя за Благоевград. През селото минава и река Джерман, която се влива в р. Струма. От София отстои на 75 km по магистрала Струма (Европейски път E79).

## История
При избухването на Балканската война в 1912 г. 4 души от Джерман са доброволци в Македоно-одринското опълчение.

## Население
Численост и дял на етническите групи според преброяването на населението през 2011 г.:
|                     | Численост | Дял (в %) |
| Общо                | 1288      | 100,00    |
| Българи             | 1219      | 94,64     |
| Турци               | 0         | 0,00      |
| Цигани              | 47        | 3,64      |
| Други               | 0         | 0,00      |
| Не се самоопределят | 0         | 0,00      |
| Неотговорили        | 17        | 1,31      |

## Карти
- Местоположение на електронната карта bgmaps.com[неработеща препратка]
- Местоположение на електронната карта emaps.bg[неработеща препратка]
- Местоположение на електронната карта Google